# Eufemia Eriksdotter
Eufemia Eriksdotter (* 1317; † vor 16. Juni 1370) war Herzogin von Mecklenburg.
Ihre Eltern waren der schwedische Herzog Erik Magnusson und die norwegische Prinzessin Ingeborg Håkonsdotter. Sie war die Enkelin von König Håkon V.
Erik Magnusson war zusammen mit seinem Bruder Waldemar auf dem Gastmahl von Nyköping umgebracht worden. Als 1319 der norwegische König Håkon V. starb, erbte Erik Magnussons dreijähriger Sohn Magnus Eriksson den Thron. Wenige Monate wurde er auch in Schweden König als Nachfolger des vom Adel vertriebenen Königs Birger Magnusson. So wurden Norwegen und Schweden in Personalunion von Magnus regiert. 1319 wurden im Vertrag von Oslo in Anwesenheit der Witwe Ingeborg die Einzelheiten festgelegt; Ingeborg wurde zugestanden, politisch aktiv zu bleiben. So nahm sie in den folgenden Jahren an den Sitzungen des Reichsrates teil. Sie hatte Axvalls Schloss und Lehen in Västergötland für ihren Unterhalt bekommen. Sie residierte auf Varberg und beherrschte damit Nord-Halland. Damit nahm sie eine politische und geografische Schlüsselposition ein, die zuvor ihr Mann innegehabt hatte. Die Herzogin umgab sich und den jungen König mit einem eigenen Hof, in welchem die Anhänger ihres Mannes vertreten waren, darunter als mächtigster Mann der Däne Knut Porse, den sie alsbald heiratete. Auch Mitglieder des holsteinischen Geschlechts van Kyren, die früher zu den Anhängern Herzog Eriks gehört hatten, waren dabei. Mit diesen und anderen Ratgebern begann die Herzogin, im Namen ihres Sohnes eine eigene Politik an dem norwegischen und schwedischen Reichsrat vorbei zu betreiben. Das führte zum Konflikt mit dem schwedischen Reichsrat.
Der Konflikt zwischen der Herzogin und dem Reichsrat erreichte seinen Höhepunkt, als der Reichsrat sich dem dänischen König Christoph II. annäherte, damit dieser sich nicht in die schwedische Thronfolgefrage einmische, die Herzogin und der Varbergskreis aber Kontakt mit den Feinden Christophs vor allem in Schonen aufnahmen. So kam 1321 in Bohus ein Vertrag zwischen der Herzogin Ingebjørg im Namen ihres Sohnes und Heinrich von Mecklenburg zustande. Der Vertrag enthielt auch eine Eheverabredung zwischen Magnus` Schwester Eufemia Eriksdotter und Heinrichs Neffen Albrecht sowie einen Beistandspakt für den Fall eines dänischen Angriffs. 1336 heiratete Eufemia Albrecht von Mecklenburg und hatte mit ihm den Sohn Albrecht III.
Ihr Sohn wurde aber durch Entscheidung des norwegischen Reichsrates von der Thronfolge ausgeschlossen worden, weil er gegen Norwegen Krieg geführt hatte. Statt seiner wurde Margarethe I. Königin.